# Franciscus Darlang
Franciscus Darlang (Gesangan, Oost-Java, 15 februari 1872 – Weltevreden, West-Java, 21 april 1917) was een officier in het Koninklijk Nederlandsch-Indisch Leger en luchtvaart pionier in het begin van de 20ste eeuw. Als militair ontving Darlang verschillende onderscheidingen voor daadkrachtig optreden.

## Nederlands-Indië

Darlang bij een Farman HF.20.

Darlang werd in 1894 toegelaten tot de cursus tot officier bij de Hoofdcursus Kampen. In 1896 rondde hij de cursus af. Kort na zijn plaatsing bij het 6e Regiment Infanterie werd hij, op eigen verzoek, gedetacheerd naar het Koninklijk Nederlandsch-Indisch Leger. Aangekomen in Nederlands-Indië werd Darlang geplaatst bij het 13e Bataljon Infanterie op Sumatra ten tijde van de Atjehoorlog. In 1900 werd Darlang gepromoveerd naar eerste luitenant. Tegelijkertijd werd hij ook permanent geplaatst bij het Koninklijk Nederlandsch-Indisch Leger. Terwijl hij in Medan geplaatst was, was luitenant Darlang getuige van een grote brand. In de Delische Bazaar ontstond de brand in een aantal winkels. Waarbij de lokale kranten schreven dat de lokale brandweer het af liet weten, grepen de militairen in. Darlang bemande een van de waterspuiten waarbij het vuur zo heet was dat hij zelf nat gehouden moest worden. Hoewel een aantal winkels verloren gingen bleven de toko en de lokale vestiging van Chartered Bank gespaard.

### Atjeh
Met het 3e Bataljon Infanterie kwam Darlang in november 1902 in actie. Zijn patrouille overviel een groot feest van de sultan van Atjeh. Hoewel er aan Indische zijde 30 doden vielen wist de sultan te ontkomen. Voor deze actie kreeg Darlang later een Eervolle Vermelding in het dagorder. Op 18 december maakte Darlang deel uit van een colonne in gevecht met 150 opstandelingen, commandant kapitein J.H.L. Schneiders raakte hierbij gewond. Darlang werden voor dit optreden benoemd tot Ridder der 4e klasse in de Militaire Willems-Orde. Aan het einde van het jaar werd Darlang overgeplaatst van het 3e Bataljon Infanterie naar het Korps Marechaussee te voet, hierbij bleef zijn standplaats Kota Radja, Sumatra. Darlang en zijn eenheid hielden zich vooral bezig met het arresteren en bevechten van lokale opstandelingen. Zo werd in maart 1903 een groot deel van de bende van Pang Saneh opgerold. Darlang leverde veel gevechten in de bergen van Atjeh wat hem later de bijnaam "Radja Boekit" (Heer der Bergen) opleverde. In de tweede helft van 1903 bleef Darlang met zijn colonne Marechaussee actief in de regio rond Pedir. Tijdens verschillende patrouilles maakte de colonne een honderdtal slachtoffers aan Indische zijde. Over verliezen aan Nederlandse zijde werd niet gesproken. Voor deze verrichtingen ontving Darlang in 1904 het Eresabel.
Ondanks zijn harde optredens stonden Darlang en zijn eenheid goed bekend in de Alaslanden (ongeveer het huidige Regentschap Zuidoost Atjeh). Darlang hielp bij de inning van belastingen en zorgde ook voor de verbetering van infrastructuur. Teruggekeerd naar Sigli werd Darlang snel uitgezonden naar Geumpang. Met de hulp van informanten werden opstandelingen opgespoord en verschillende groepen uitgeschakeld. Wapens die gevonden werden, zoals Beaumontgeweer, Mannlicher M1895, voorladers en pistolen, werden in beslag genomen. Gedurende de maand april werden er meer dan 400 vuurwapens ingeleverd door toedoen van de Marechaussee-eenheid. Deze tochten door het bergachtige binnenland van Atjeh waren niet zonder gevaar. De opstandelingen en hun leiderschap hield zich verborgen in grotten en werden beschermd door lokale bevolking.

### Zuid-Celebes

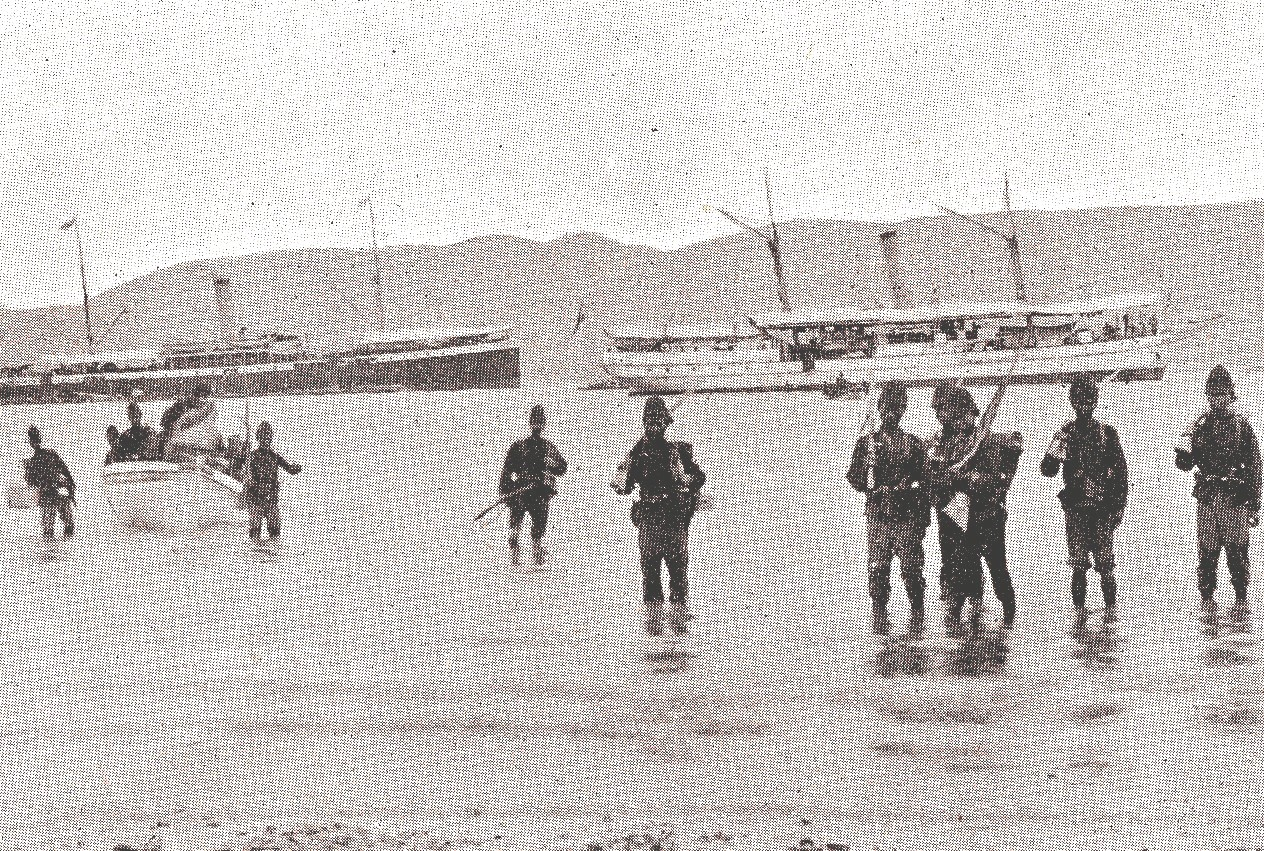
De landing op Zuid-Celebes in 1905.

Darlang maakte deel van de expeditie naar tegen het Koninkrijk Boni op Zuid-Celebes onder leiding van kolonel C.A. van Loenen. Eerste luitenant Darlang werd met ranggenoot C.B. Dutry van Haeften ingedeeld bij de compagnie Ambonezen. De expeditie begon met een amfibische landing in de zuidpunt van Celebes, nabij Bira. In de ochtend rukten de compagnieën op onder dekking van artillerievuur van marineschepen. Ongeveer 1200 manschappen landden in sloepen op de kust. De landing verliep voorspoedig, maar de meeste stellingen bleven intact. Bij het ontschepen kwamen de KNIL militairen onder vuur, de officier die de landing aanvoerde, tweede luitenant F. Pothast, sneuvelde direct bij het ontschepen. Na de landing rukte de expeditie op naar een heuvel waar later het bivak zou zijn. Hier werden 40 gewapende tegenstanders waargenomen. De brigades onder leiding van Darlang verjoegen de tegenstanders waarbij er 15 sneuvelden. Hierna werd Darlang gepromoveerd tot kapitein. Niet veel later werd hij wegens ziekte geëvacueerd naar Malang en Buitenzorg.

### Djambi
Terug op Sumatra werd Darlang geplaatst bij het Tweede Bataljon Infanterie te Djambi. Darlang kreeg hierbij de speciale taak van landvoogd Van Heutsz om politioneel toezicht te houden. Hij had hierbij de vrijheid om zijn eigen Marechaussee eenheid samen te stellen. Zijn troepen waren hierbij ook beter bewapend, met karabijn en klewang, vergeleken met gewone infanterie troepen. De soldaten onder het commando van Darlang kregen ook meer soldij vergeleken met gewone infanterie troepen. Echter rapporteerde het Bataviaasch Nieuwsblad dat er tot en met augustus nog géén resultaten geboekt waren. Vanaf september kwamen er duidelijk meer resultaten voor de eenheid. Meerdere groepen opstandelingen werden uitgeschakeld waarbij wapens en munitie buitgemaakt werd. In 1907 raakte Darlang lichtgewond bij een overval op een opstandelingengroep. Nadat deze groep was geneutraliseerd volgden meerdere groepen opstandelingen die vrijwillig de wapens inleverden. Na dit succes werd Darlang benoemd tot Ridder der 3e klasse in de Militaire Willems-Orde. Na terugkeer in Batavia werd hem een jaar Europees verlof toegekend.

### Verlof Nederland
Bij terugkomst in Nederland werd Darlang uitgenodigd op Paleis 't Loo. Darlang was te gast voor een diner met Koningin Wilhelmina en Prins Hendrik. Bij dit diner waren luitenant-generaal Kool en Jonkheer Gevaerts van Simonshaven aanwezig. Tijdens zijn periode in Nederland nam Darlang de tijd te leren over politiehonden. Tijdens zijn terugtocht naar Sumatra nam hij een Groenendaeler mee, Corsar, om mee te oefenen tegen opstandige inheemse Indiërs. De hond kwam echter te overlijden aan een infectie kort na de aankomst.

### Terugkeer naar Nederlands-Indië
Eind september 1909 keerde Darlang terug naar Nederlands-Indië, hierbij werd hij opnieuw geplaatst in Atjeh. Darlang kreeg de prestigieuze eer om plaats te nemen aan de bittertafel te Leuhong ter vervanging van kapitein W. van der Vlerk. De bittertafel was de belangrijkste tafel in een sociëteit waar belangrijke kwesties besproken werden. Met een colonne Marechaussee patrouilleerde Darlang de regio Meulaboh in het huidige West-Atjeh. Door de aanwezigheid van de eenheid verplaatste groepen opstandelingen zich om de confrontatie te vermijden. Door deze acties kwamen de rondtrekkende groepen opstandelingen andere Marechaussee-eenheden tegen. Op 19 januari 1910 liep een patrouille onder leiding van sergeant De Haas in een hinderlaag opgezet door rondtrekkende opstandelingen. Hierbij kwam de helft van de patrouille om het leven. Pas toen een van de belangrijke guerrilla leiders werd opgepakt, Teungkoe Pidië, werd het geweldsniveau in die regio's minder. Teungkoe Pidië gaf aan dat hij aan het hoofd stond van 600 guerrillastrijders, maar door toedoen van de Nederlanders werd dit aantal snel minder tot hij uiteindelijk zichzelf overgaf. Hierna werden de colonnes van kapitein W. Goldie en Darlang teruggeroepen door gouverneur H.N.A. Swart. Half december vertrok Darlang opnieuw met een colonne, ditmaal naar Tapa Toean. Het was de bedoeling dat de colonne in vijf maanden via de Alaslanden naar Medan terug zouden keren. Naast de guerrilla strijders die tegen de Nederlanders vochten was er in dit gebied ook onderlinge strijd tussen steden en dorpen. De guerrilla strijders waren inmiddels bekend met de naam Darlang en vermeden ieder contact. Hierdoor verliep de patrouille relatief rustig. Het duurde tot augustus voordat de groep werd afgelost. In 1912 kwam Darlang in conflict met de lokale controleur G.G.J. Christan over de arrestatie van een guerrilla leider. Als resultaat ging Darlang voor 3 maanden met onbetaald verlof naar Europa om opgeleid te worden tot vliegenier.

## Luchtvaart pionier Darlang

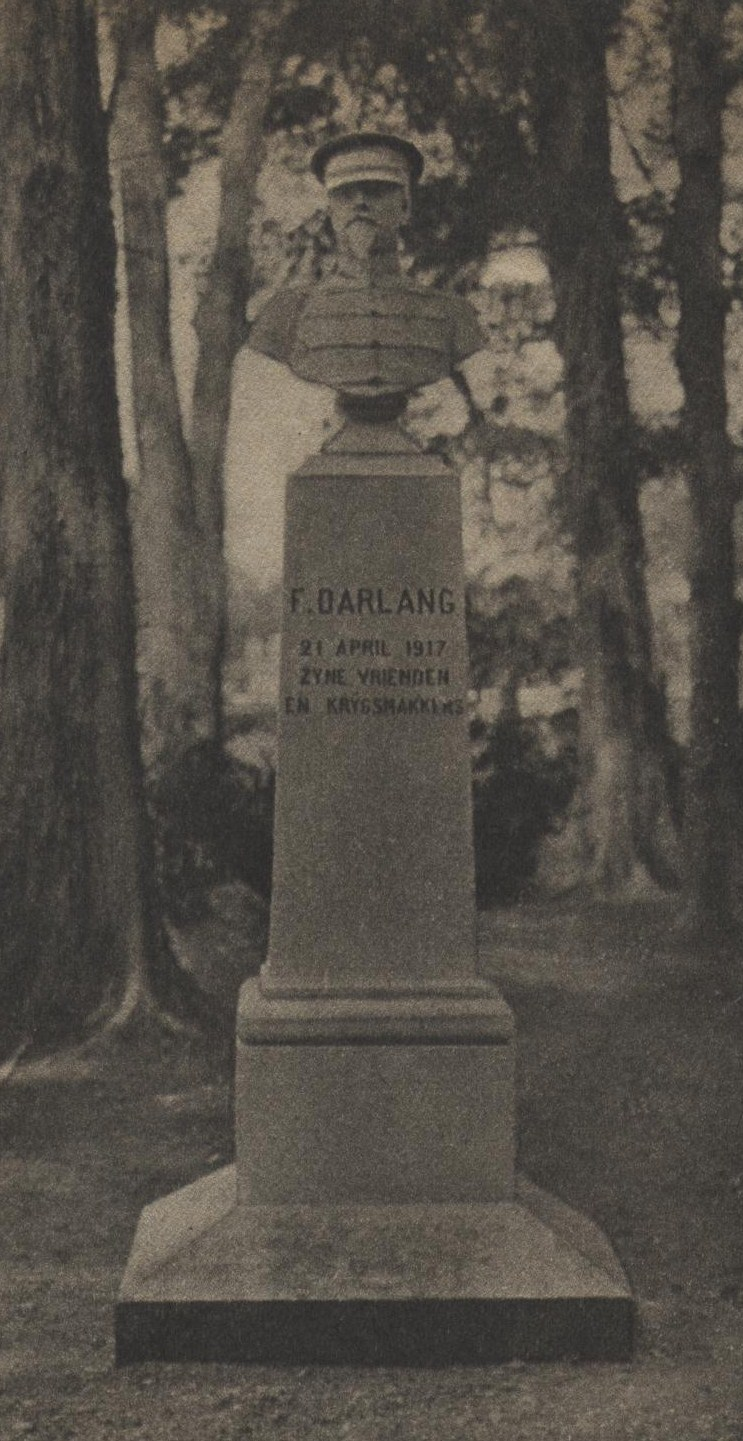
De grafzerk van Darlang op het Kerkhof Peucut.

Tijdens zijn verlof in Europa in 1912 werd Darlang in België opgeleid tot vliegenier. Tijdens zijn opleiding onder begeleiding van Léon de Brouckère kwam Darlang vanaf 25 meter hoogte ten val waarbij hij zijn rechter enkel verbrijzelde. Achter bleek dat dit de laatste keer was dat hij gevlogen had. Wel kreeg hij zijn brevet in augustus 1913. De Proefvliegafdeling KNIL kocht drie vliegtuigen gebouwd door De Brouckère, maar deze zouden nooit worden ingezet in Nederlands-Indië. De vliegtuigen waren aangekocht op aanbeveling van luitenant H. ter Poorten, maar het Ministerie van Koloniën noemde de vliegtuigen levensgevaarlijk en verouderd. Op het krantenartikel waar dit vermeld stond, geschreven door J. Schiere, kwam later kritiek van H. Walaardt Sacré. Darlang zou de stuurknuppel van de De Brouckere tweedekker hebben losgelaten waardoor het vliegtuig onbestuurbaar werd. De val had voor Darlang verregaande gevolgen. Het duurde tot juli 1914 voordat hij voldoende hersteld was om het examen als vliegenier af te leggen. Ondanks dat in december 1914 gemeld werd dat Darlang met pensioen ging "wegens lichaamsgebreken", keerde hij terug in Nederlands-Indische dienst. In Nederlands-Indië werd hij ingedeeld bij de Proefvliegafdeling KNIL onder leiding van majoor G.E. Visscher.
In 1917 trof het noodlot Darlang. Aan de bittertafel in Sociëteit Concordia kreeg hij pijn in de buik. Aangekomen in het ziekenhuis besloten de artsen direct te opereren. Tijdens de operatie bleek dat veel ingewanden al gestorven waren. De artsen gaven Darlang nog 12 uur te leven waarna hij op 21 april 1917 om 03:00 stierf.

## Onderscheidingen
- Ridder der 3e klasse in de Militaire Willems-Orde[52]
- Ereteken voor Belangrijke Krijgsbedrijven met batons: "Eresabel", "Eervolle Vermelding", "Atjeh 1901-1905", "Kleine Soenda-eilanden 1905-1909"
- Onderscheidingsteken voor Langdurige Dienst als officier "XX"[53]